# Ribeira Joanes
Ribeira Joanes é um curso de água português localizado no concelho da Madalena, ilha do Pico, arquipélago dos Açores.
Este curso de água tem origem a uma cota de altitude de cerca de 1100 metros de altitude, na cercania da elevação do Cabeço do João Duarte. O seu curso de água que desagua no Oceano Atlântico, fá-lo na Ponta de São João entre as localidades da Terra do Pão e São João, e da foz da Ribeira da Borda do Mistério, depois de atravessar uma zona densamente florestada onde se encontra uma rica e variada floresta típica da macaronésia.